# Maupas
El pic de Maupas és una muntanya de 3.109 m d'altitud, amb una prominència de 97 m, al massís de Perdiguero, que és a cavall de la província d'Osca (Aragó) i la comuna francesa de Banhèras de Luishon (departament de l'Alta Garona).